# NGC 1057
NGC 1057 è una galassia lenticolare situata nella costellazione del Triangolo, a una distanza di circa 268 milioni di anni luce dalla nostra Via Lattea.

## Scoperta
La galassia è stata scoperta nel dicembre 1849 dall'astronomo irlandese George Stoney.

## Descrizione
Data la sua luminosità superficiale pari a 14,16, NGC 1057 può essere classificata come una galassia a bassa luminosità superficiale (nella letteratura in lingua inglese abbreviata in LSB, acronimo di Low Surface Brightness). Le galassie LSB sono galassie di tipo diffuso (D) con una luminosità superficiale inferiore di almeno una magnitudine a quella del cielo notturno circostante.

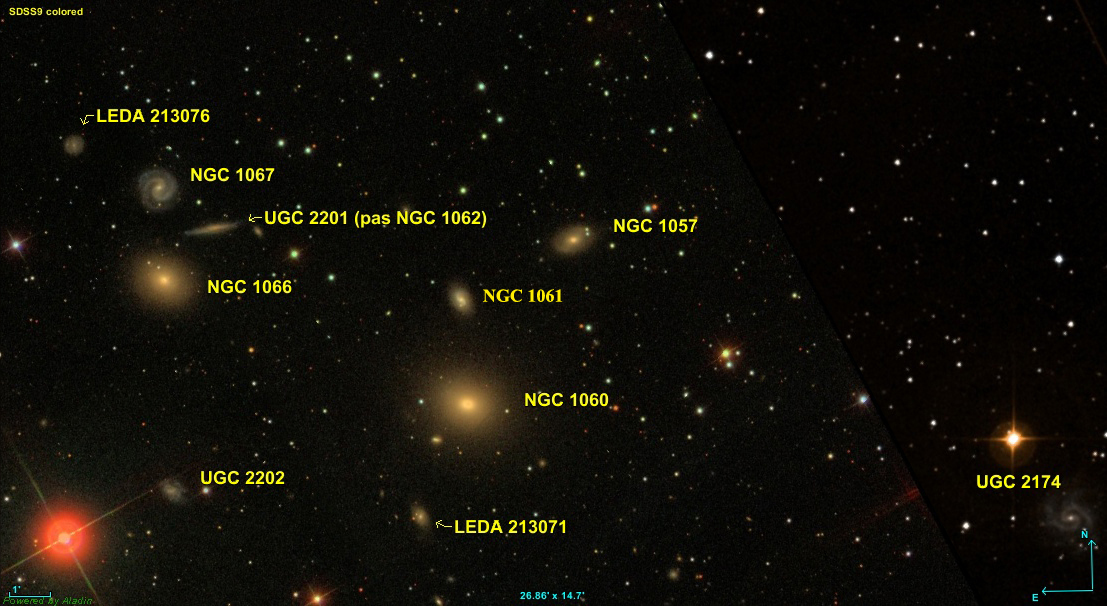
NGC 1057 e le galassie vicine

NGC 1057 è situata in una regione di cielo particolarmente ricca di galassie e che comprende anche NGC 1060, NGC 1061, NGC 1066 e NGC 1067.  Sono inoltre presenti anche galassie non incluse nel New General Catalogue. La galassia UGC 2201 è erroneamente indicata come NGC 1062 nel database SIMBAD.